# قائمة النقود المعدنية الأردنية (قرش)
هذه قائمة النقود المعدنية الأردنية فئة قرش وهي تشمل الإصدارات النقدية المعدنية من فئة "قرش" الصادرة في المملكة الأردنية الهاشمية.

## الفئات

### نصف قرش
| \| \|                                                                      | \| \|                                                                      | \| \|                                                | \| \|                                                | \| \| |
| -------------------------------------------------------------------------- | -------------------------------------------------------------------------- | ---------------------------------------------------- | ---------------------------------------------------- | ----- |
| ½ قرش أردني معدني (1996)                                                   |                                                                            |                                                      |                                                      |       |
| الوجه : THE HASHEMITE KINGDOM OF JORDAN 1996 مـ 1416 هـ نصف قرش HALF QIRSH | الوجه : THE HASHEMITE KINGDOM OF JORDAN 1996 مـ 1416 هـ نصف قرش HALF QIRSH | العكس : الحسين بن طلال ملك المملكة الاردنية الهاشمية | العكس : الحسين بن طلال ملك المملكة الاردنية الهاشمية |       |
| الكتلة 4 غ                                                                 | المعدن نحاس مطلي فولاذ                                                     | القطر 21 مم                                          | السُمك 1.73 مم                                        |       |
| المصمم(ون)                                                                 | المصمم(ون)                                                                 | الحواف ملساء                                         | الحواف ملساء                                         |       |
| الطرازات 1996                                                              | الطرازات 1996                                                              | القيمة الاسمية 0.005 دينار أردني                     | القيمة الاسمية 0.005 دينار أردني                     |       |
|                                                                            |                                                                            |                                                      |                                                      |       |

### قرش
| \| \|                                                                       | \| \|                                                                       | \| \|                                                | \| \|                                                | \| \| |
| --------------------------------------------------------------------------- | --------------------------------------------------------------------------- | ---------------------------------------------------- | ---------------------------------------------------- | ----- |
| 1 قرش أردني معدني (1994)                                                    |                                                                             |                                                      |                                                      |       |
| الوجه : THE HASHEMITE KINGDOM OF JORDAN 1994مـ - 1414 هـ قرش واحد ONE QIRSH | الوجه : THE HASHEMITE KINGDOM OF JORDAN 1994مـ - 1414 هـ قرش واحد ONE QIRSH | العكس : الحسين بن طلال ملك المملكة الأردنية الهاشمية | العكس : الحسين بن طلال ملك المملكة الأردنية الهاشمية |       |
| الكتلة 5.6 غ                                                                | المعدن نحاس مطلي فولاذ                                                      | القطر 25 مم                                          | السُمك 1.5 مم                                         |       |
| المصمم(ون)                                                                  | المصمم(ون)                                                                  | الحواف ملساء                                         | الحواف ملساء                                         |       |
| الطرازات 1994                                                               | الطرازات 1994                                                               | القيمة الاسمية 0.01 دينار أردني                      | القيمة الاسمية 0.01 دينار أردني                      |       |
|                                                                             |                                                                             |                                                      |                                                      |       |

| \| \|                                                                        | \| \|                                                                        | \| \|                                                | \| \|                                                | \| \| |
| ---------------------------------------------------------------------------- | ---------------------------------------------------------------------------- | ---------------------------------------------------- | ---------------------------------------------------- | ----- |
| 1 قرش أردني معدني (1996)                                                     |                                                                              |                                                      |                                                      |       |
| الوجه : THE HASHEMITE KINGDOM OF JORDAN 1996 مـ - 1416 هـ قرش واحد ONE QIRSH | الوجه : THE HASHEMITE KINGDOM OF JORDAN 1996 مـ - 1416 هـ قرش واحد ONE QIRSH | العكس : الحسين بن طلال ملك المملكة الأردنية الهاشمية | العكس : الحسين بن طلال ملك المملكة الأردنية الهاشمية |       |
| الكتلة 5.6 غ                                                                 | المعدن نحاس مطلي فولاذ                                                       | القطر 25 مم                                          | السُمك 1.5 مم                                         |       |
| المصمم(ون)                                                                   | المصمم(ون)                                                                   | الحواف ملساء                                         | الحواف ملساء                                         |       |
| الطرازات 1996                                                                | الطرازات 1996                                                                | القيمة الاسمية 0.01 دينار أردني                      | القيمة الاسمية 0.01 دينار أردني                      |       |
|                                                                              |                                                                              |                                                      |                                                      |       |

| \| \|                                                                        | \| \|                                                                        | \| \|                                                           | \| \|                                                           | \| \| |
| ---------------------------------------------------------------------------- | ---------------------------------------------------------------------------- | --------------------------------------------------------------- | --------------------------------------------------------------- | ----- |
| 1 قرش أردني معدني (2000)                                                     |                                                                              |                                                                 |                                                                 |       |
| الوجه : THE HASHEMITE KINGDOM OF JORDAN 1421 هـ - 2000 مـ قرش واحد ONE QIRSH | الوجه : THE HASHEMITE KINGDOM OF JORDAN 1421 هـ - 2000 مـ قرش واحد ONE QIRSH | العكس : عبدالله الثاني ابن الحسين ملك المملكة الأردنية الهاشمية | العكس : عبدالله الثاني ابن الحسين ملك المملكة الأردنية الهاشمية |       |
| الكتلة 5.47 غ                                                                | المعدن نحاس مطلي فولاذ                                                       | القطر 25 مم                                                     | السُمك 1.75 مم                                                   |       |
| المصمم(ون)                                                                   | المصمم(ون)                                                                   | الحواف ملساء                                                    | الحواف ملساء                                                    |       |
| الطرازات 2000                                                                | الطرازات 2000                                                                | القيمة الاسمية 0.01 دينار أردني                                 | القيمة الاسمية 0.01 دينار أردني                                 |       |
|                                                                              |                                                                              |                                                                 |                                                                 |       |

| \| \|                                                                        | \| \|                                                                        | \| \|                                                           | \| \|                                                           | \| \| |
| ---------------------------------------------------------------------------- | ---------------------------------------------------------------------------- | --------------------------------------------------------------- | --------------------------------------------------------------- | ----- |
| 1 قرش أردني معدني (2009)                                                     |                                                                              |                                                                 |                                                                 |       |
| الوجه : THE HASHEMITE KINGDOM OF JORDAN 1430 هـ - 2009 مـ قرش واحد ONE QIRSH | الوجه : THE HASHEMITE KINGDOM OF JORDAN 1430 هـ - 2009 مـ قرش واحد ONE QIRSH | العكس : عبدالله الثاني ابن الحسين ملك المملكة الأردنية الهاشمية | العكس : عبدالله الثاني ابن الحسين ملك المملكة الأردنية الهاشمية |       |
| الكتلة 5.47 غ                                                                | المعدن نحاس مطلي فولاذ                                                       | القطر 25 مم                                                     | السُمك 1.75 مم                                                   |       |
| المصمم(ون)                                                                   | المصمم(ون)                                                                   | الحواف ملساء                                                    | الحواف ملساء                                                    |       |
| الطرازات 2009                                                                | الطرازات 2009                                                                | القيمة الاسمية 0.01 دينار أردني                                 | القيمة الاسمية 0.01 دينار أردني                                 |       |
|                                                                              |                                                                              |                                                                 |                                                                 |       |

| \| \|                                                                        | \| \|                                                                        | \| \|                                                           | \| \|                                                           | \| \| |
| ---------------------------------------------------------------------------- | ---------------------------------------------------------------------------- | --------------------------------------------------------------- | --------------------------------------------------------------- | ----- |
| 1 قرش أردني معدني (2011)                                                     |                                                                              |                                                                 |                                                                 |       |
| الوجه : THE HASHEMITE KINGDOM OF JORDAN 1432 هـ - 2011 مـ قرش واحد ONE QIRSH | الوجه : THE HASHEMITE KINGDOM OF JORDAN 1432 هـ - 2011 مـ قرش واحد ONE QIRSH | العكس : عبدالله الثاني ابن الحسين ملك المملكة الأردنية الهاشمية | العكس : عبدالله الثاني ابن الحسين ملك المملكة الأردنية الهاشمية |       |
| الكتلة 5.47 غ                                                                | المعدن نحاس مطلي فولاذ                                                       | القطر 25 مم                                                     | السُمك 1.75 مم                                                   |       |
| المصمم(ون)                                                                   | المصمم(ون)                                                                   | الحواف ملساء                                                    | الحواف ملساء                                                    |       |
| الطرازات 2011                                                                | الطرازات 2011                                                                | القيمة الاسمية 0.01 دينار أردني                                 | القيمة الاسمية 0.01 دينار أردني                                 |       |
|                                                                              |                                                                              |                                                                 |                                                                 |       |

| \| \|                                                                        | \| \|                                                                        | \| \|                                                           | \| \|                                                           | \| \| |
| ---------------------------------------------------------------------------- | ---------------------------------------------------------------------------- | --------------------------------------------------------------- | --------------------------------------------------------------- | ----- |
| 1 قرش أردني معدني (2013)                                                     |                                                                              |                                                                 |                                                                 |       |
| الوجه : THE HASHEMITE KINGDOM OF JORDAN 1434 هـ - 2013 مـ قرش واحد ONE QIRSH | الوجه : THE HASHEMITE KINGDOM OF JORDAN 1434 هـ - 2013 مـ قرش واحد ONE QIRSH | العكس : عبدالله الثاني ابن الحسين ملك المملكة الأردنية الهاشمية | العكس : عبدالله الثاني ابن الحسين ملك المملكة الأردنية الهاشمية |       |
| الكتلة 5.47 غ                                                                | المعدن نحاس مطلي فولاذ                                                       | القطر 25 مم                                                     | السُمك 1.75 مم                                                   |       |
| المصمم(ون)                                                                   | المصمم(ون)                                                                   | الحواف ملساء                                                    | الحواف ملساء                                                    |       |
| الطرازات 2013                                                                | الطرازات 2013                                                                | القيمة الاسمية 0.01 دينار أردني                                 | القيمة الاسمية 0.01 دينار أردني                                 |       |
|                                                                              |                                                                              |                                                                 |                                                                 |       |

### قرشان ونصف
| \| \|                                                                                      | \| \|                                                                                      | \| \|                                               | \| \|                                               | \| \| |
| ------------------------------------------------------------------------------------------ | ------------------------------------------------------------------------------------------ | --------------------------------------------------- | --------------------------------------------------- | ----- |
| 2½ قروش أردني معدني (1992)                                                                 |                                                                                            |                                                     |                                                     |       |
| الوجه : THE HASHEMITE KINGDOM OF JORDAN 1992 مـ - 1412 هـ قرشان ونصف TWO AND HALF PIASTRES | الوجه : THE HASHEMITE KINGDOM OF JORDAN 1992 مـ - 1412 هـ قرشان ونصف TWO AND HALF PIASTRES | العكس : الحسين بن طلالملك المملكة الأردنية الهاشمية | العكس : الحسين بن طلالملك المملكة الأردنية الهاشمية |       |
| الكتلة 3 غ                                                                                 | المعدن ستانلس ستيل                                                                         | القطر 22 مم                                         | السُمك 1.2 مم                                        |       |
| المصمم(ون)                                                                                 | المصمم(ون)                                                                                 | الحواف مسكوك                                        | الحواف مسكوك                                        |       |
| الطرازات 1992                                                                              | الطرازات 1992                                                                              | القيمة الاسمية 0.025 دينار أردني                    | القيمة الاسمية 0.025 دينار أردني                    |       |
|                                                                                            |                                                                                            |                                                     |                                                     |       |

| \| \|                                                                                      | \| \|                                                                                      | \| \|                                               | \| \|                                               | \| \| |
| ------------------------------------------------------------------------------------------ | ------------------------------------------------------------------------------------------ | --------------------------------------------------- | --------------------------------------------------- | ----- |
| 2½ قروش أردني معدني (1996)                                                                 |                                                                                            |                                                     |                                                     |       |
| الوجه : THE HASHEMITE KINGDOM OF JORDAN 1996 مـ - 1416 هـ قرشان ونصف TWO AND HALF PIASTRES | الوجه : THE HASHEMITE KINGDOM OF JORDAN 1996 مـ - 1416 هـ قرشان ونصف TWO AND HALF PIASTRES | العكس : الحسين بن طلالملك المملكة الأردنية الهاشمية | العكس : الحسين بن طلالملك المملكة الأردنية الهاشمية |       |
| الكتلة 3 غ                                                                                 | المعدن ستانلس ستيل                                                                         | القطر 22 مم                                         | السُمك 1.2 مم                                        |       |
| المصمم(ون)                                                                                 | المصمم(ون)                                                                                 | الحواف مسكوك                                        | الحواف مسكوك                                        |       |
| الطرازات 1996                                                                              | الطرازات 1996                                                                              | القيمة الاسمية 0.025 دينار أردني                    | القيمة الاسمية 0.025 دينار أردني                    |       |
|                                                                                            |                                                                                            |                                                     |                                                     |       |

### 5 قروش
| \| \|                                                                             | \| \|                                                                             | \| \|                                                           | \| \|                                                           | \| \| |
| --------------------------------------------------------------------------------- | --------------------------------------------------------------------------------- | --------------------------------------------------------------- | --------------------------------------------------------------- | ----- |
| 5 قروش أردني معدني (1992)                                                         |                                                                                   |                                                                 |                                                                 |       |
| الوجه : THE HASHEMITE KINGDOM OF JORDAN 1992 مـ - 1412 هـ خمسة قروش FIVE PIASTRES | الوجه : THE HASHEMITE KINGDOM OF JORDAN 1992 مـ - 1412 هـ خمسة قروش FIVE PIASTRES | العكس : عبدالله الثاني ابن الحسين ملك المملكة الأردنية الهاشمية | العكس : عبدالله الثاني ابن الحسين ملك المملكة الأردنية الهاشمية |       |
| الكتلة 5 غ                                                                        | المعدن نيكل مطلي فولاذ                                                            | القطر 25.8 مم                                                   | السُمك 1.3 مم                                                    |       |
| المصمم(ون)                                                                        | المصمم(ون)                                                                        | الحواف مسكوكة                                                   | الحواف مسكوكة                                                   |       |
| الطرازات 1992                                                                     | الطرازات 1992                                                                     | القيمة الاسمية 0.05 دينار أردني                                 | القيمة الاسمية 0.05 دينار أردني                                 |       |
|                                                                                   |                                                                                   |                                                                 |                                                                 |       |

| \| \|                                                                             | \| \|                                                                             | \| \|                                                           | \| \|                                                           | \| \| |
| --------------------------------------------------------------------------------- | --------------------------------------------------------------------------------- | --------------------------------------------------------------- | --------------------------------------------------------------- | ----- |
| 5 قروش أردني معدني (1993)                                                         |                                                                                   |                                                                 |                                                                 |       |
| الوجه : THE HASHEMITE KINGDOM OF JORDAN 1993 مـ - 1414 هـ خمسة قروش FIVE PIASTRES | الوجه : THE HASHEMITE KINGDOM OF JORDAN 1993 مـ - 1414 هـ خمسة قروش FIVE PIASTRES | العكس : عبدالله الثاني ابن الحسين ملك المملكة الأردنية الهاشمية | العكس : عبدالله الثاني ابن الحسين ملك المملكة الأردنية الهاشمية |       |
| الكتلة 5 غ                                                                        | المعدن نيكل مطلي فولاذ                                                            | القطر 25.8 مم                                                   | السُمك 1.3 مم                                                    |       |
| المصمم(ون)                                                                        | المصمم(ون)                                                                        | الحواف مسكوكة                                                   | الحواف مسكوكة                                                   |       |
| الطرازات 1993                                                                     | الطرازات 1993                                                                     | القيمة الاسمية 0.05 دينار أردني                                 | القيمة الاسمية 0.05 دينار أردني                                 |       |
|                                                                                   |                                                                                   |                                                                 |                                                                 |       |

| \| \|                                                                             | \| \|                                                                             | \| \|                                                           | \| \|                                                           | \| \| |
| --------------------------------------------------------------------------------- | --------------------------------------------------------------------------------- | --------------------------------------------------------------- | --------------------------------------------------------------- | ----- |
| 5 قروش أردني معدني (1996)                                                         |                                                                                   |                                                                 |                                                                 |       |
| الوجه : THE HASHEMITE KINGDOM OF JORDAN 1996 مـ - 1416 هـ خمسة قروش FIVE PIASTRES | الوجه : THE HASHEMITE KINGDOM OF JORDAN 1996 مـ - 1416 هـ خمسة قروش FIVE PIASTRES | العكس : عبدالله الثاني ابن الحسين ملك المملكة الأردنية الهاشمية | العكس : عبدالله الثاني ابن الحسين ملك المملكة الأردنية الهاشمية |       |
| الكتلة 5 غ                                                                        | المعدن نيكل مطلي فولاذ                                                            | القطر 25.8 مم                                                   | السُمك 1.3 مم                                                    |       |
| المصمم(ون)                                                                        | المصمم(ون)                                                                        | الحواف مسكوكة                                                   | الحواف مسكوكة                                                   |       |
| الطرازات 1996                                                                     | الطرازات 1996                                                                     | القيمة الاسمية 0.05 دينار أردني                                 | القيمة الاسمية 0.05 دينار أردني                                 |       |
|                                                                                   |                                                                                   |                                                                 |                                                                 |       |

| \| \|                                                                             | \| \|                                                                             | \| \|                                                           | \| \|                                                           | \| \| |
| --------------------------------------------------------------------------------- | --------------------------------------------------------------------------------- | --------------------------------------------------------------- | --------------------------------------------------------------- | ----- |
| 5 قروش أردني معدني (1998)                                                         |                                                                                   |                                                                 |                                                                 |       |
| الوجه : THE HASHEMITE KINGDOM OF JORDAN 1998 مـ - 1418 هـ خمسة قروش FIVE PIASTRES | الوجه : THE HASHEMITE KINGDOM OF JORDAN 1998 مـ - 1418 هـ خمسة قروش FIVE PIASTRES | العكس : عبدالله الثاني ابن الحسين ملك المملكة الأردنية الهاشمية | العكس : عبدالله الثاني ابن الحسين ملك المملكة الأردنية الهاشمية |       |
| الكتلة 5 غ                                                                        | المعدن نيكل مطلي فولاذ                                                            | القطر 25.8 مم                                                   | السُمك 1.3 مم                                                    |       |
| المصمم(ون)                                                                        | المصمم(ون)                                                                        | الحواف مسكوكة                                                   | الحواف مسكوكة                                                   |       |
| الطرازات 1998                                                                     | الطرازات 1998                                                                     | القيمة الاسمية 0.05 دينار أردني                                 | القيمة الاسمية 0.05 دينار أردني                                 |       |
|                                                                                   |                                                                                   |                                                                 |                                                                 |       |

| \| \|                                                                             | \| \|                                                                             | \| \|                                                           | \| \|                                                           | \| \| |
| --------------------------------------------------------------------------------- | --------------------------------------------------------------------------------- | --------------------------------------------------------------- | --------------------------------------------------------------- | ----- |
| 5 قروش أردني معدني (2000)                                                         |                                                                                   |                                                                 |                                                                 |       |
| الوجه : THE HASHEMITE KINGDOM OF JORDAN 1421 هـ - 2000 مـ خمسة قروش FIVE PIASTRES | الوجه : THE HASHEMITE KINGDOM OF JORDAN 1421 هـ - 2000 مـ خمسة قروش FIVE PIASTRES | العكس : عبدالله الثاني ابن الحسين ملك المملكة الأردنية الهاشمية | العكس : عبدالله الثاني ابن الحسين ملك المملكة الأردنية الهاشمية |       |
| الكتلة 5 غ                                                                        | المعدن نيكل مطلي فولاذ                                                            | القطر 25.8 مم                                                   | السُمك 1.25 مم                                                   |       |
| المصمم(ون)                                                                        | المصمم(ون)                                                                        | الحواف مسكوكة                                                   | الحواف مسكوكة                                                   |       |
| الطرازات 2000                                                                     | الطرازات 2000                                                                     | القيمة الاسمية 0.05 دينار أردني                                 | القيمة الاسمية 0.05 دينار أردني                                 |       |
|                                                                                   |                                                                                   |                                                                 |                                                                 |       |

| \| \|                                                                             | \| \|                                                                             | \| \|                                                           | \| \|                                                           | \| \| |
| --------------------------------------------------------------------------------- | --------------------------------------------------------------------------------- | --------------------------------------------------------------- | --------------------------------------------------------------- | ----- |
| 5 قروش أردني معدني (2006)                                                         |                                                                                   |                                                                 |                                                                 |       |
| الوجه : THE HASHEMITE KINGDOM OF JORDAN 1427 هـ - 2006 مـ خمسة قروش FIVE PIASTRES | الوجه : THE HASHEMITE KINGDOM OF JORDAN 1427 هـ - 2006 مـ خمسة قروش FIVE PIASTRES | العكس : عبدالله الثاني ابن الحسين ملك المملكة الأردنية الهاشمية | العكس : عبدالله الثاني ابن الحسين ملك المملكة الأردنية الهاشمية |       |
| الكتلة 5 غ                                                                        | المعدن نيكل مطلي فولاذ                                                            | القطر 25.8 مم                                                   | السُمك 1.25 مم                                                   |       |
| المصمم(ون)                                                                        | المصمم(ون)                                                                        | الحواف مسكوكة                                                   | الحواف مسكوكة                                                   |       |
| الطرازات 2006                                                                     | الطرازات 2006                                                                     | القيمة الاسمية 0.05 دينار أردني                                 | القيمة الاسمية 0.05 دينار أردني                                 |       |
|                                                                                   |                                                                                   |                                                                 |                                                                 |       |

| \| \|                                                                             | \| \|                                                                             | \| \|                                                           | \| \|                                                           | \| \| |
| --------------------------------------------------------------------------------- | --------------------------------------------------------------------------------- | --------------------------------------------------------------- | --------------------------------------------------------------- | ----- |
| 5 قروش أردني معدني (2008)                                                         |                                                                                   |                                                                 |                                                                 |       |
| الوجه : THE HASHEMITE KINGDOM OF JORDAN 1429 هـ - 2008 مـ خمسة قروش FIVE PIASTRES | الوجه : THE HASHEMITE KINGDOM OF JORDAN 1429 هـ - 2008 مـ خمسة قروش FIVE PIASTRES | العكس : عبدالله الثاني ابن الحسين ملك المملكة الأردنية الهاشمية | العكس : عبدالله الثاني ابن الحسين ملك المملكة الأردنية الهاشمية |       |
| الكتلة 5 غ                                                                        | المعدن نيكل مطلي فولاذ                                                            | القطر 25.8 مم                                                   | السُمك 1.25 مم                                                   |       |
| المصمم(ون)                                                                        | المصمم(ون)                                                                        | الحواف مسكوكة                                                   | الحواف مسكوكة                                                   |       |
| الطرازات 2008                                                                     | الطرازات 2008                                                                     | القيمة الاسمية 0.05 دينار أردني                                 | القيمة الاسمية 0.05 دينار أردني                                 |       |
|                                                                                   |                                                                                   |                                                                 |                                                                 |       |

| \| \|                                                                             | \| \|                                                                             | \| \|                                                           | \| \|                                                           | \| \| |
| --------------------------------------------------------------------------------- | --------------------------------------------------------------------------------- | --------------------------------------------------------------- | --------------------------------------------------------------- | ----- |
| 5 قروش أردني معدني (2009)                                                         |                                                                                   |                                                                 |                                                                 |       |
| الوجه : THE HASHEMITE KINGDOM OF JORDAN 1430 هـ - 2009 مـ خمسة قروش FIVE PIASTRES | الوجه : THE HASHEMITE KINGDOM OF JORDAN 1430 هـ - 2009 مـ خمسة قروش FIVE PIASTRES | العكس : عبدالله الثاني ابن الحسين ملك المملكة الأردنية الهاشمية | العكس : عبدالله الثاني ابن الحسين ملك المملكة الأردنية الهاشمية |       |
| الكتلة 5 غ                                                                        | المعدن نيكل مطلي فولاذ                                                            | القطر 25.8 مم                                                   | السُمك 1.25 مم                                                   |       |
| المصمم(ون)                                                                        | المصمم(ون)                                                                        | الحواف مسكوكة                                                   | الحواف مسكوكة                                                   |       |
| الطرازات 2009                                                                     | الطرازات 2009                                                                     | القيمة الاسمية 0.05 دينار أردني                                 | القيمة الاسمية 0.05 دينار أردني                                 |       |
|                                                                                   |                                                                                   |                                                                 |                                                                 |       |

| \| \|                                                                             | \| \|                                                                             | \| \|                                                           | \| \|                                                           | \| \| |
| --------------------------------------------------------------------------------- | --------------------------------------------------------------------------------- | --------------------------------------------------------------- | --------------------------------------------------------------- | ----- |
| 5 قروش أردني معدني (2012)                                                         |                                                                                   |                                                                 |                                                                 |       |
| الوجه : THE HASHEMITE KINGDOM OF JORDAN 1432 هـ - 2012 مـ خمسة قروش FIVE PIASTRES | الوجه : THE HASHEMITE KINGDOM OF JORDAN 1432 هـ - 2012 مـ خمسة قروش FIVE PIASTRES | العكس : عبدالله الثاني ابن الحسين ملك المملكة الأردنية الهاشمية | العكس : عبدالله الثاني ابن الحسين ملك المملكة الأردنية الهاشمية |       |
| الكتلة 5 غ                                                                        | المعدن نيكل مطلي فولاذ                                                            | القطر 25.8 مم                                                   | السُمك 1.25 مم                                                   |       |
| المصمم(ون)                                                                        | المصمم(ون)                                                                        | الحواف مسكوكة                                                   | الحواف مسكوكة                                                   |       |
| الطرازات 2012                                                                     | الطرازات 2012                                                                     | القيمة الاسمية 0.05 دينار أردني                                 | القيمة الاسمية 0.05 دينار أردني                                 |       |
|                                                                                   |                                                                                   |                                                                 |                                                                 |       |

| \| \|                                                                             | \| \|                                                                             | \| \|                                                           | \| \|                                                           | \| \| |
| --------------------------------------------------------------------------------- | --------------------------------------------------------------------------------- | --------------------------------------------------------------- | --------------------------------------------------------------- | ----- |
| 5 قروش أردني معدني (2015)                                                         |                                                                                   |                                                                 |                                                                 |       |
| الوجه : THE HASHEMITE KINGDOM OF JORDAN 1436 هـ - 2015 مـ خمسة قروش FIVE PIASTRES | الوجه : THE HASHEMITE KINGDOM OF JORDAN 1436 هـ - 2015 مـ خمسة قروش FIVE PIASTRES | العكس : عبدالله الثاني ابن الحسين ملك المملكة الأردنية الهاشمية | العكس : عبدالله الثاني ابن الحسين ملك المملكة الأردنية الهاشمية |       |
| الكتلة 5 غ                                                                        | المعدن نيكل مطلي فولاذ                                                            | القطر 25.8 مم                                                   | السُمك 1.25 مم                                                   |       |
| المصمم(ون)                                                                        | المصمم(ون)                                                                        | الحواف مسكوكة                                                   | الحواف مسكوكة                                                   |       |
| الطرازات 2015                                                                     | الطرازات 2015                                                                     | القيمة الاسمية 0.05 دينار أردني                                 | القيمة الاسمية 0.05 دينار أردني                                 |       |
|                                                                                   |                                                                                   |                                                                 |                                                                 |       |

| \| \|                                                                            | \| \|                                                                            | \| \|                                                           | \| \|                                                           | \| \| |
| -------------------------------------------------------------------------------- | -------------------------------------------------------------------------------- | --------------------------------------------------------------- | --------------------------------------------------------------- | ----- |
| 5 قروش أردني معدني (2020)                                                        |                                                                                  |                                                                 |                                                                 |       |
| الوجه : THE HASHEMITE KINGDOM OF JORDAN 1441 هـ -2020 مـ خمسة قروش FIVE PIASTRES | الوجه : THE HASHEMITE KINGDOM OF JORDAN 1441 هـ -2020 مـ خمسة قروش FIVE PIASTRES | العكس : عبدالله الثاني ابن الحسين ملك المملكة الأردنية الهاشمية | العكس : عبدالله الثاني ابن الحسين ملك المملكة الأردنية الهاشمية |       |
| الكتلة 5 غ                                                                       | المعدن نيكل مطلي فولاذ                                                           | القطر 25.8 مم                                                   | السُمك 1.25 مم                                                   |       |
| المصمم(ون)                                                                       | المصمم(ون)                                                                       | الحواف مسكوكة                                                   | الحواف مسكوكة                                                   |       |
| الطرازات 2020                                                                    | الطرازات 2020                                                                    | القيمة الاسمية 0.05 دينار أردني                                 | القيمة الاسمية 0.05 دينار أردني                                 |       |
|                                                                                  |                                                                                  |                                                                 |                                                                 |       |

### 10 قروش
| \| \|                                                                            | \| \|                                                                            | \| \|                                                           | \| \|                                                           | \| \| |
| -------------------------------------------------------------------------------- | -------------------------------------------------------------------------------- | --------------------------------------------------------------- | --------------------------------------------------------------- | ----- |
| 10 قروش أردني معدني (1992)                                                       |                                                                                  |                                                                 |                                                                 |       |
| الوجه : THE HASHEMITE KINGDOM OF JORDAN 1421 هـ - 2000 مـ عشرة قروش TEN PIASTRES | الوجه : THE HASHEMITE KINGDOM OF JORDAN 1421 هـ - 2000 مـ عشرة قروش TEN PIASTRES | العكس : عبدالله الثاني ابن الحسين ملك المملكة الأردنية الهاشمية | العكس : عبدالله الثاني ابن الحسين ملك المملكة الأردنية الهاشمية |       |
| الكتلة 8 غ                                                                       | المعدن نيكل مطلي فولاذ                                                           | القطر 28 مم                                                     | السُمك 1.9 مم                                                    |       |
| المصمم(ون)                                                                       | المصمم(ون)                                                                       | الحواف مسكوكة                                                   | الحواف مسكوكة                                                   |       |
| الطرازات 1992                                                                    | الطرازات 1992                                                                    | القيمة الاسمية 0.1 دينار أردني                                  | القيمة الاسمية 0.1 دينار أردني                                  |       |
|                                                                                  |                                                                                  |                                                                 |                                                                 |       |

| \| \|                                                                            | \| \|                                                                            | \| \|                                                           | \| \|                                                           | \| \| |
| -------------------------------------------------------------------------------- | -------------------------------------------------------------------------------- | --------------------------------------------------------------- | --------------------------------------------------------------- | ----- |
| 10 قروش أردني معدني (1993)                                                       |                                                                                  |                                                                 |                                                                 |       |
| الوجه : THE HASHEMITE KINGDOM OF JORDAN 1421 هـ - 2000 مـ عشرة قروش TEN PIASTRES | الوجه : THE HASHEMITE KINGDOM OF JORDAN 1421 هـ - 2000 مـ عشرة قروش TEN PIASTRES | العكس : عبدالله الثاني ابن الحسين ملك المملكة الأردنية الهاشمية | العكس : عبدالله الثاني ابن الحسين ملك المملكة الأردنية الهاشمية |       |
| الكتلة 8 غ                                                                       | المعدن نيكل مطلي فولاذ                                                           | القطر 28 مم                                                     | السُمك 1.9 مم                                                    |       |
| المصمم(ون)                                                                       | المصمم(ون)                                                                       | الحواف مسكوكة                                                   | الحواف مسكوكة                                                   |       |
| الطرازات 1993                                                                    | الطرازات 1993                                                                    | القيمة الاسمية 0.1 دينار أردني                                  | القيمة الاسمية 0.1 دينار أردني                                  |       |
|                                                                                  |                                                                                  |                                                                 |                                                                 |       |

| \| \|                                                                            | \| \|                                                                            | \| \|                                                           | \| \|                                                           | \| \| |
| -------------------------------------------------------------------------------- | -------------------------------------------------------------------------------- | --------------------------------------------------------------- | --------------------------------------------------------------- | ----- |
| 10 قروش أردني معدني (1996)                                                       |                                                                                  |                                                                 |                                                                 |       |
| الوجه : THE HASHEMITE KINGDOM OF JORDAN 1421 هـ - 2000 مـ عشرة قروش TEN PIASTRES | الوجه : THE HASHEMITE KINGDOM OF JORDAN 1421 هـ - 2000 مـ عشرة قروش TEN PIASTRES | العكس : عبدالله الثاني ابن الحسين ملك المملكة الأردنية الهاشمية | العكس : عبدالله الثاني ابن الحسين ملك المملكة الأردنية الهاشمية |       |
| الكتلة 8 غ                                                                       | المعدن نيكل مطلي فولاذ                                                           | القطر 28 مم                                                     | السُمك 1.9 مم                                                    |       |
| المصمم(ون)                                                                       | المصمم(ون)                                                                       | الحواف مسكوكة                                                   | الحواف مسكوكة                                                   |       |
| الطرازات 1996                                                                    | الطرازات 1996                                                                    | القيمة الاسمية 0.1 دينار أردني                                  | القيمة الاسمية 0.1 دينار أردني                                  |       |
|                                                                                  |                                                                                  |                                                                 |                                                                 |       |

| \| \|                                                                            | \| \|                                                                            | \| \|                                                           | \| \|                                                           | \| \| |
| -------------------------------------------------------------------------------- | -------------------------------------------------------------------------------- | --------------------------------------------------------------- | --------------------------------------------------------------- | ----- |
| 10 قروش أردني معدني (2000)                                                       |                                                                                  |                                                                 |                                                                 |       |
| الوجه : THE HASHEMITE KINGDOM OF JORDAN 1421 هـ - 2000 مـ عشرة قروش TEN PIASTRES | الوجه : THE HASHEMITE KINGDOM OF JORDAN 1421 هـ - 2000 مـ عشرة قروش TEN PIASTRES | العكس : عبدالله الثاني ابن الحسين ملك المملكة الأردنية الهاشمية | العكس : عبدالله الثاني ابن الحسين ملك المملكة الأردنية الهاشمية |       |
| الكتلة 8 غ                                                                       | المعدن نيكل مطلي فولاذ                                                           | القطر 28 مم                                                     | السُمك 2 مم                                                      |       |
| المصمم(ون)                                                                       | المصمم(ون)                                                                       | الحواف مسكوكة                                                   | الحواف مسكوكة                                                   |       |
| الطرازات 2000                                                                    | الطرازات 2000                                                                    | القيمة الاسمية 0.1 دينار أردني                                  | القيمة الاسمية 0.1 دينار أردني                                  |       |
|                                                                                  |                                                                                  |                                                                 |                                                                 |       |

| \| \|                                                                            | \| \|                                                                            | \| \|                                                           | \| \|                                                           | \| \| |
| -------------------------------------------------------------------------------- | -------------------------------------------------------------------------------- | --------------------------------------------------------------- | --------------------------------------------------------------- | ----- |
| 10 قروش أردني معدني (2004)                                                       |                                                                                  |                                                                 |                                                                 |       |
| الوجه : THE HASHEMITE KINGDOM OF JORDAN 1421 هـ - 2000 مـ عشرة قروش TEN PIASTRES | الوجه : THE HASHEMITE KINGDOM OF JORDAN 1421 هـ - 2000 مـ عشرة قروش TEN PIASTRES | العكس : عبدالله الثاني ابن الحسين ملك المملكة الأردنية الهاشمية | العكس : عبدالله الثاني ابن الحسين ملك المملكة الأردنية الهاشمية |       |
| الكتلة 8 غ                                                                       | المعدن نيكل مطلي فولاذ                                                           | القطر 28 مم                                                     | السُمك 2 مم                                                      |       |
| المصمم(ون)                                                                       | المصمم(ون)                                                                       | الحواف مسكوكة                                                   | الحواف مسكوكة                                                   |       |
| الطرازات 2004                                                                    | الطرازات 2004                                                                    | القيمة الاسمية 0.1 دينار أردني                                  | القيمة الاسمية 0.1 دينار أردني                                  |       |
|                                                                                  |                                                                                  |                                                                 |                                                                 |       |

| \| \|                                                                            | \| \|                                                                            | \| \|                                                           | \| \|                                                           | \| \| |
| -------------------------------------------------------------------------------- | -------------------------------------------------------------------------------- | --------------------------------------------------------------- | --------------------------------------------------------------- | ----- |
| 10 قروش أردني معدني (2006)                                                       |                                                                                  |                                                                 |                                                                 |       |
| الوجه : THE HASHEMITE KINGDOM OF JORDAN 1427 هـ - 2006 مـ عشرة قروش TEN PIASTRES | الوجه : THE HASHEMITE KINGDOM OF JORDAN 1427 هـ - 2006 مـ عشرة قروش TEN PIASTRES | العكس : عبدالله الثاني ابن الحسين ملك المملكة الأردنية الهاشمية | العكس : عبدالله الثاني ابن الحسين ملك المملكة الأردنية الهاشمية |       |
| الكتلة 8 غ                                                                       | المعدن نيكل مطلي فولاذ                                                           | القطر 28 مم                                                     | السُمك 2 مم                                                      |       |
| المصمم(ون)                                                                       | المصمم(ون)                                                                       | الحواف مسكوكة                                                   | الحواف مسكوكة                                                   |       |
| الطرازات 2006                                                                    | الطرازات 2006                                                                    | القيمة الاسمية 0.1 دينار أردني                                  | القيمة الاسمية 0.1 دينار أردني                                  |       |
|                                                                                  |                                                                                  |                                                                 |                                                                 |       |

| \| \|                                                                            | \| \|                                                                            | \| \|                                                           | \| \|                                                           | \| \| |
| -------------------------------------------------------------------------------- | -------------------------------------------------------------------------------- | --------------------------------------------------------------- | --------------------------------------------------------------- | ----- |
| 10 قروش أردني معدني (2008)                                                       |                                                                                  |                                                                 |                                                                 |       |
| الوجه : THE HASHEMITE KINGDOM OF JORDAN 1421 هـ - 2000 مـ عشرة قروش TEN PIASTRES | الوجه : THE HASHEMITE KINGDOM OF JORDAN 1421 هـ - 2000 مـ عشرة قروش TEN PIASTRES | العكس : عبدالله الثاني ابن الحسين ملك المملكة الأردنية الهاشمية | العكس : عبدالله الثاني ابن الحسين ملك المملكة الأردنية الهاشمية |       |
| الكتلة 8 غ                                                                       | المعدن نيكل مطلي فولاذ                                                           | القطر 28 مم                                                     | السُمك 2 مم                                                      |       |
| المصمم(ون)                                                                       | المصمم(ون)                                                                       | الحواف مسكوكة                                                   | الحواف مسكوكة                                                   |       |
| الطرازات 2008                                                                    | الطرازات 2008                                                                    | القيمة الاسمية 0.1 دينار أردني                                  | القيمة الاسمية 0.1 دينار أردني                                  |       |
|                                                                                  |                                                                                  |                                                                 |                                                                 |       |

| \| \|                                                                            | \| \|                                                                            | \| \|                                                           | \| \|                                                           | \| \| |
| -------------------------------------------------------------------------------- | -------------------------------------------------------------------------------- | --------------------------------------------------------------- | --------------------------------------------------------------- | ----- |
| 10 قروش أردني معدني (2009)                                                       |                                                                                  |                                                                 |                                                                 |       |
| الوجه : THE HASHEMITE KINGDOM OF JORDAN 1421 هـ - 2000 مـ عشرة قروش TEN PIASTRES | الوجه : THE HASHEMITE KINGDOM OF JORDAN 1421 هـ - 2000 مـ عشرة قروش TEN PIASTRES | العكس : عبدالله الثاني ابن الحسين ملك المملكة الأردنية الهاشمية | العكس : عبدالله الثاني ابن الحسين ملك المملكة الأردنية الهاشمية |       |
| الكتلة 8 غ                                                                       | المعدن نيكل مطلي فولاذ                                                           | القطر 28 مم                                                     | السُمك 2 مم                                                      |       |
| المصمم(ون)                                                                       | المصمم(ون)                                                                       | الحواف مسكوكة                                                   | الحواف مسكوكة                                                   |       |
| الطرازات 2009                                                                    | الطرازات 2009                                                                    | القيمة الاسمية 0.1 دينار أردني                                  | القيمة الاسمية 0.1 دينار أردني                                  |       |
|                                                                                  |                                                                                  |                                                                 |                                                                 |       |

| \| \|                                                                            | \| \|                                                                            | \| \|                                                           | \| \|                                                           | \| \| |
| -------------------------------------------------------------------------------- | -------------------------------------------------------------------------------- | --------------------------------------------------------------- | --------------------------------------------------------------- | ----- |
| 10 قروش أردني معدني (2012)                                                       |                                                                                  |                                                                 |                                                                 |       |
| الوجه : THE HASHEMITE KINGDOM OF JORDAN 1421 هـ - 2000 مـ عشرة قروش TEN PIASTRES | الوجه : THE HASHEMITE KINGDOM OF JORDAN 1421 هـ - 2000 مـ عشرة قروش TEN PIASTRES | العكس : عبدالله الثاني ابن الحسين ملك المملكة الأردنية الهاشمية | العكس : عبدالله الثاني ابن الحسين ملك المملكة الأردنية الهاشمية |       |
| الكتلة 8 غ                                                                       | المعدن نيكل مطلي فولاذ                                                           | القطر 28 مم                                                     | السُمك 2 مم                                                      |       |
| المصمم(ون)                                                                       | المصمم(ون)                                                                       | الحواف مسكوكة                                                   | الحواف مسكوكة                                                   |       |
| الطرازات 2012                                                                    | الطرازات 2012                                                                    | القيمة الاسمية 0.1 دينار أردني                                  | القيمة الاسمية 0.1 دينار أردني                                  |       |
|                                                                                  |                                                                                  |                                                                 |                                                                 |       |

| \| \|                                                                            | \| \|                                                                            | \| \|                                                           | \| \|                                                           | \| \| |
| -------------------------------------------------------------------------------- | -------------------------------------------------------------------------------- | --------------------------------------------------------------- | --------------------------------------------------------------- | ----- |
| 10 قروش أردني معدني (2016)                                                       |                                                                                  |                                                                 |                                                                 |       |
| الوجه : THE HASHEMITE KINGDOM OF JORDAN 1421 هـ - 2000 مـ عشرة قروش TEN PIASTRES | الوجه : THE HASHEMITE KINGDOM OF JORDAN 1421 هـ - 2000 مـ عشرة قروش TEN PIASTRES | العكس : عبدالله الثاني ابن الحسين ملك المملكة الأردنية الهاشمية | العكس : عبدالله الثاني ابن الحسين ملك المملكة الأردنية الهاشمية |       |
| الكتلة 8 غ                                                                       | المعدن نيكل مطلي فولاذ                                                           | القطر 28 مم                                                     | السُمك 2 مم                                                      |       |
| المصمم(ون)                                                                       | المصمم(ون)                                                                       | الحواف مسكوكة                                                   | الحواف مسكوكة                                                   |       |
| الطرازات 2016                                                                    | الطرازات 2016                                                                    | القيمة الاسمية 0.1 دينار أردني                                  | القيمة الاسمية 0.1 دينار أردني                                  |       |
|                                                                                  |                                                                                  |                                                                 |                                                                 |       |